# 美麗華百樂園
美麗華百樂園（Miramar Entertainment Park），是一間位於台灣台北市中山區的大型購物中心，營業面積約25,000坪，是美麗華集團的關係企業之一，2004年11月開業。美麗華百樂園是基隆河截彎取直整治計畫工程完成後、河畔新生地區域諸多新開發案之中規模最龐大者之一，設置在百貨商場建物樓頂的摩天輪，為大台北地區非常受歡迎的地標建築之一。

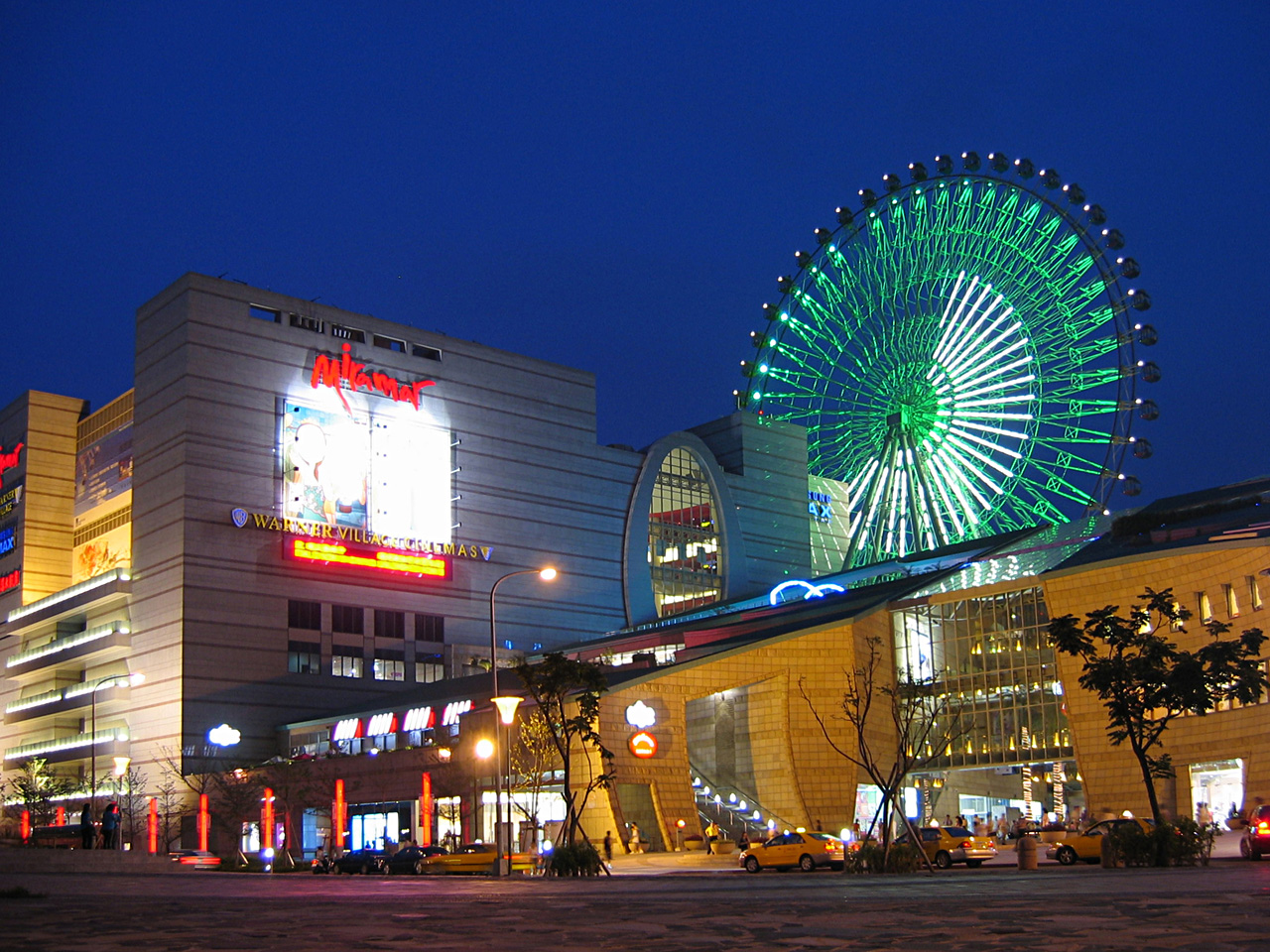
美麗華百樂園

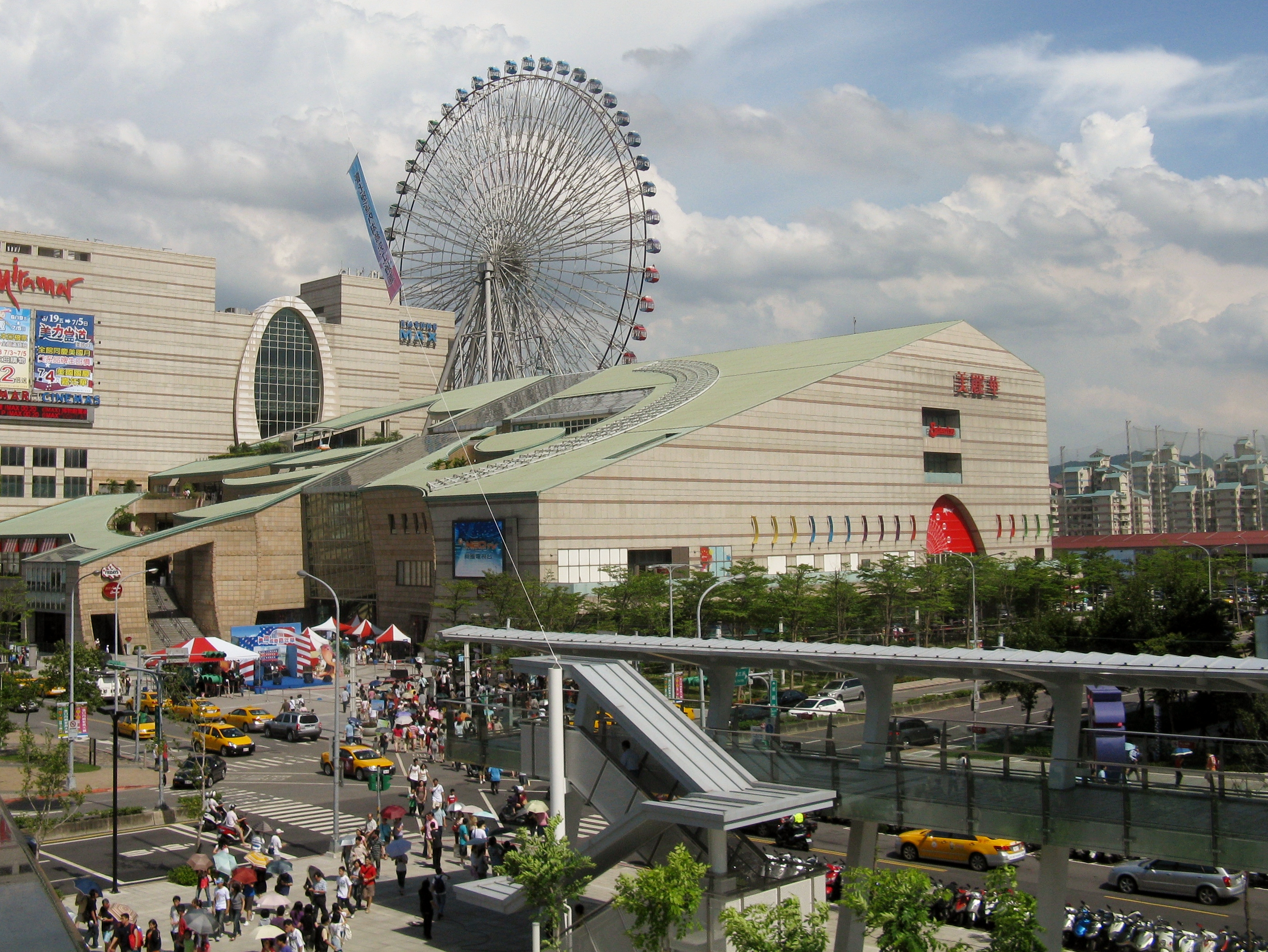
美麗華百樂園

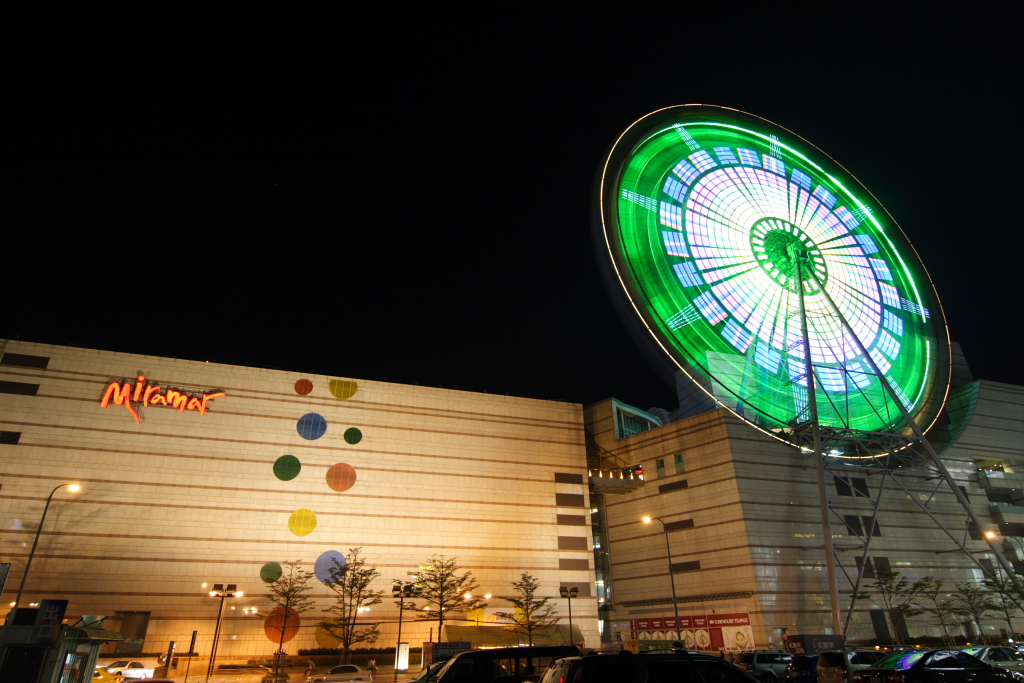
美麗華百樂園夜景

## 摩天輪
美麗華百樂園主要特色是擁有一座北台灣最大、全台第四大之摩天輪，輪徑70公尺，次於台中市后里區麗寶樂園天空之夢摩天輪（輪徑102公尺）、雲林縣古坑鄉劍湖山世界彩虹摩天輪（輪徑88公尺）、高雄市大樹區義大世界義大摩天輪（輪徑80公尺）。由於其基座架於建築物屋頂（5樓，30公尺高）而非地面，以100公尺的總高列名台灣第四高，次於台中市后里區麗寶樂園天空之夢摩天輪（總高120公尺）、高雄市大樹區義大世界義大摩天輪（總高115公尺）、高雄市夢時代高雄之眼摩天輪（總高102.5公尺），呼應了近年來台灣各地的購物中心相繼以摩天輪當作地標的風潮。
美麗華摩天輪由日本的泉陽興業製造，總重約達600公噸，共設有48個車廂（編號為1至52號，無4、13、14、44號車廂），其中2個車廂為無障礙車廂、2個車廂為透明車廂。每個車廂最多可乘載6個人，而摩天輪滿載時可同時搭載288人。搭乘摩天輪繞行一圈約費時17分鐘也是全台運轉一圈時數最久的摩天輪。摩天輪上裝設有624支霓虹燈管，在晚間摩天輪會被打上綠色光，並定時利用這些燈管演出燈光秀，共有三種不同的主題設計。

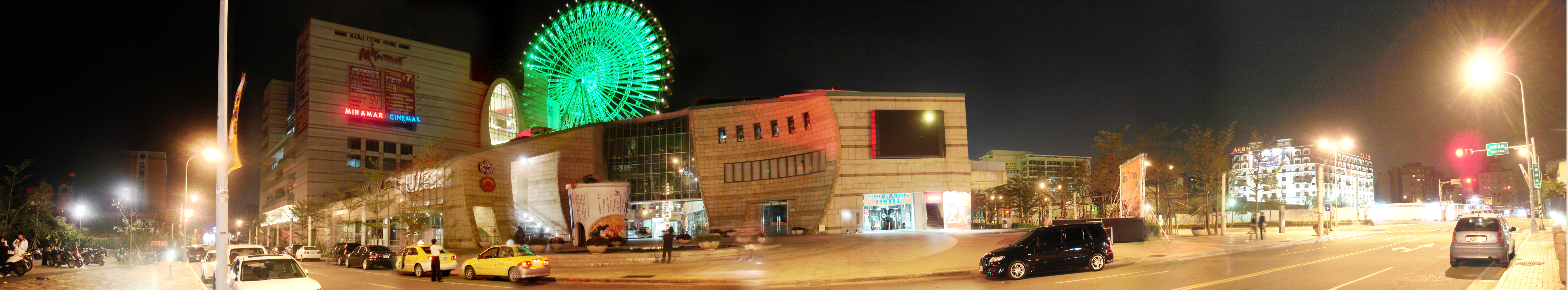
美麗華百樂園全景

2005年10月15日，臺北市政府新聞處主辦之「臺北十大特色建築」票選活動公布結果，十大特色建築分別為臺北101、美麗華摩天輪、中正紀念堂、圓山大飯店、總統府、國父紀念館、西門紅樓、新光人壽保險摩天大樓、中油大樓與臺北之家。

## IMAX劇院
位於第6至9樓的美麗華大直影城（原美麗華華納威秀影城）中設有全台灣最大的商業電影用的IMAX巨型螢幕影廳，高21公尺、寬28公尺。螢幕與音響設備是由三星電子生產。

## 樓層介紹
本館
| 樓層 | 用途           |
| ---- | -------------- |
| 9F   | 美麗華大直影城 |
| 8F   | 美麗華大直影城 |
| 7F   | 美麗華大直影城 |
| 6F   | 美麗華大直影城 |
| 5F   | 美饌娛樂       |
| 4F   | 歡樂兒童       |
| 3F   | 紳士家用       |
| 2F   | 麗質名媛       |
| 1F   | 時尚名品       |
| B1F  | 美食天地       |
| B2F  | 停車場&贈品處  |
| B3F  | 停車場         |

漾館
| 樓層 | 用途           |
| ---- | -------------- |
| 9F   | 美麗華大直影城 |
| 8F   | 美麗華大直影城 |
| 7F   | 美麗華大直影城 |
| 6F   | 美麗華大直影城 |
| 5F   | 美饌娛樂       |
| 4F   | 運動活力       |
| 3F   | 個性休閒       |
| 2F   | 城市魅力       |
| 1F   | 都會流行       |
| B1F  | 花漾甜心       |
| B2F  | 停車場&贈品處  |
| B3F  | 停車場         |

## 景觀特色
巨型摩天輪：高度為100公尺（約40層樓）、重量600公噸、繞行一周須約17分鐘。
與白晝截然不同的景緻，夜晚會搭配「天の樂、地の彩、風の舞」等主題綻放光彩炫麗又奪目的霓虹燈光表演。

## 外部連結
- 美麗華百樂園 （页面存档备份，存于）
- 美麗華大直影城 （页面存档备份，存于）
- 美麗華百樂園 交通部觀光局 （页面存档备份，存于）
- 美麗華影城粉絲團的Facebook專頁
- 美麗華百樂園的Facebook專頁
- 美麗華百樂園的Instagram帳戶
- 台灣公司資料